# 에릭 존슨 (배우)
에릭 존슨(Eric Johnson, 1979년 8월 7일 ~ )은 캐나다의 배우이다.

## 출연 작품
- 50가지 그림자: 심연 - 잭 하이드 역
- 50가지 그림자: 해방 - 잭 하이드 역
- 부탁 하나만 들어줘 - 데이비스 역
- 어 밀리언 마일즈 어웨이 - 클린트 로건 역